# Rèquiem (Reger)
El Rèquiem de Max Reger, també anomenat Rèquiem de Hebbel, op. 144b, és una composició del Romanticisme tardà basat en el poema Rèquiem de Friedrich Hebbel, per alto (o baríton) solista, cor i orquestra. Fou escrit el 1915 i és l'últim treball coral per a orquestra de Reger.
Reger havia escrit el 1912 un rèquiem per a cor masculí amb el mateix text que la part final del seu op. 83, i el 1914 havia començat a compondre un Requiem llatí, del que en va quedar un fragment i després va ser assignat a Lateinisches Requiem, op. 145.

## Origen i context

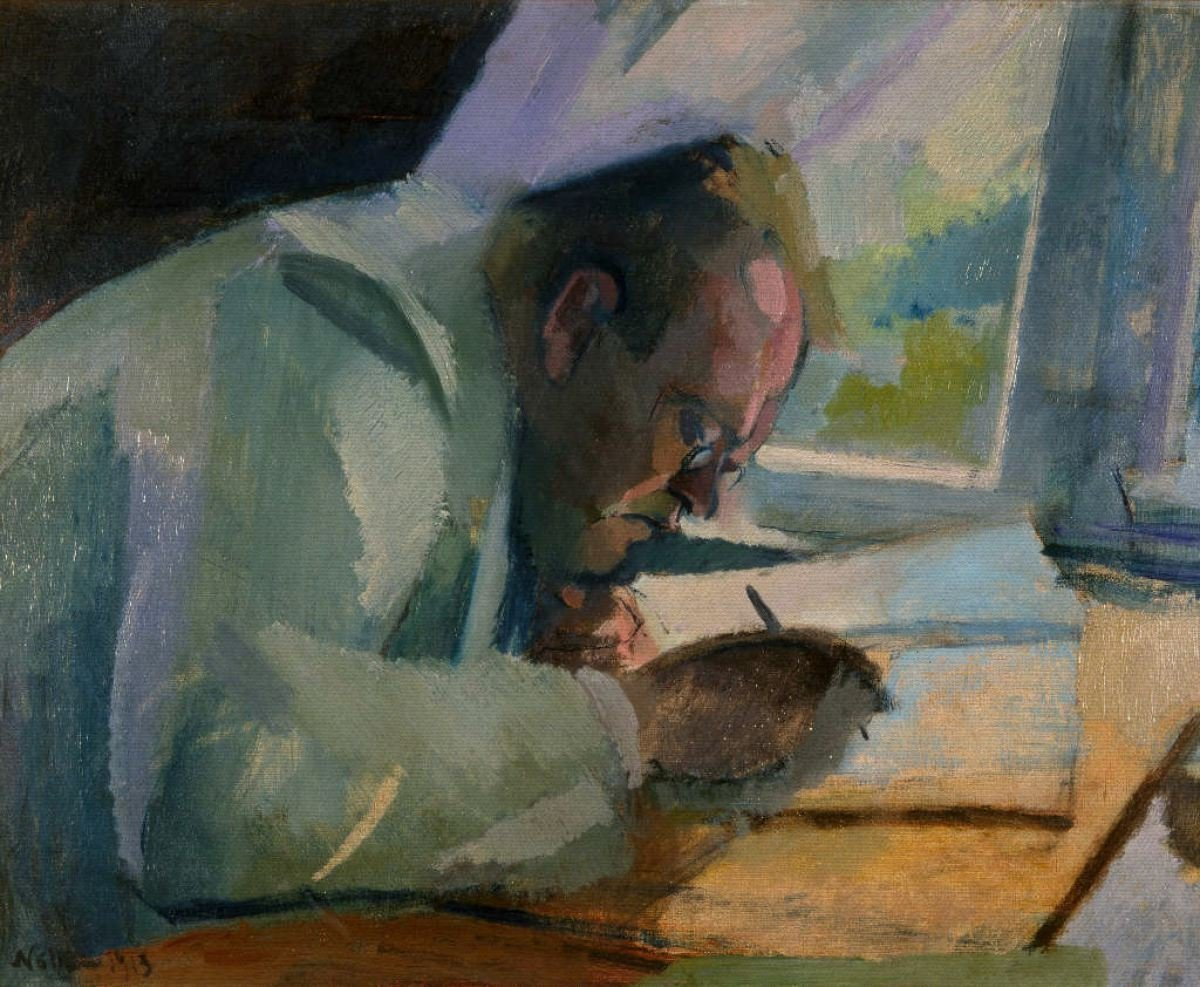
Reger treballant, pintura de Franz Nölken

Brahms havia obert el camí amb el seu Rèquiem alemany, un rèquiem per a un funeral ni litúrgic ni llatí. L'obra coneguda com a Rèquiem de Reger, op. 144b, tampoc és una composició de rèquiem llatí, sinó basat en un poema alemany amb el mateix títol escrit pel dramaturg Friedrich Hebbel, que comença així: Seele, vergiß sie nicht, Seele, vergiß nicht die Toten (Oh ànima, no els oblidis, oh ànima, no t'oblidis dels morts). Peter Cornelius havia compost el 1863 un motet rèquiem amb aquest text per a coral amb sis moviments com a resposta a la mort de l'autor.
Reger va començar a posar música al poema el 1912 a Meiningen, on havia començat a treballar el 1911 com a Hofkapellmeister de Jordi II de Saxònia-Meiningen. Amb el títol de Rèquiem, va ser la part final de Zehn Lieder für Männerchor (Deu cançons per a veus dels homes), op. 83. El 1914, després de l'esclat de la guerra, va començar a compondre un Rèquiem llatí amb la intenció de dedicar-lo als soldats caiguts a la guerra. L'obra va quedar inacabada, amb només el Kyrie i un fragment del Dies Irae. Al Kyrie més tard se li va assignar el nom i el número de l'obra Lateinisches Requiem, op. 145. Va ser estrenat pel director Fritz Stein, amic i biògraf de Reger, el 1938 a Berlín.
El 1915, un any abans de la seva mort, Reger es va traslladar a Jena i va posar música al poema de nou, aquesta vegada per a veu solista (alto o baríton), cor i orquestra. El Rèquiem, op. 144b, es va combinar amb Der Einsiedler (L'ermità), op. 144, amb el text de Joseph von Eichendorff Zwei Gesänge für gemischten Chor mit Orchester (Dues cançons per a cor mixt amb orquestra), op. 144. Regel va escriure com a dedicatòria a l'autògraf del rèquiem: "Dem Andenken der im Kriege gefallenen deutschen Helden" (A la memòria dels herois alemanys caiguts a la Gran Guerra).

## Representacions
El Rèquiem de Reger es va estrenar el 16 de juliol 1916, després de la mort del compositor. L'obra va ser publicada per primera vegada per N. Simrock el 1916, i el 1928 per Edition Peters.